# Renault Wind
La Wind è una piccola autovettura di tipo targa a due posti, prodotta dalla casa automobilistica francese Renault dal 2010 al 2013.

## Storia e profilo

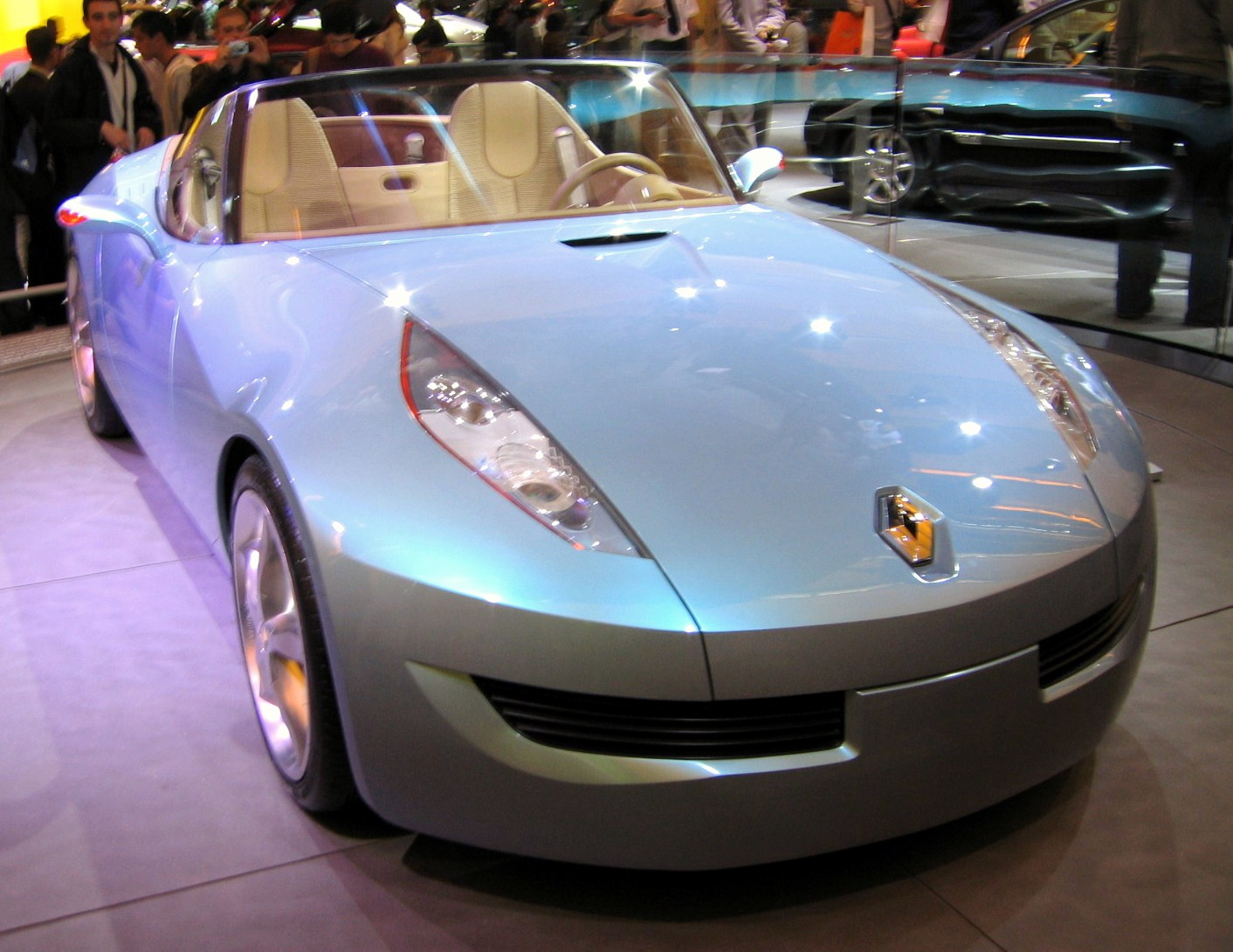
La concept car del 2004

### Debutto
Già da quasi due anni prima del lancio della Wind erano trapelate le prime indiscrezioni relative ad una piccola roadster con tetto rigido a scomparsa che la Casa della Losanga aveva in programma di realizzare in futuro. La stampa specializzata aveva cominciato a pubblicare i primi disegni della futura sportiva Renault, disegni che tra l'altro non erano molto dissimili da quelle che sarebbero state le linee della vettura definitiva. Inizialmente, la nuova "scoperta" francese veniva indicata con il nome di Twingo CC, ad indicare quale sarebbe stata la base meccanica di partenza: solo poco prima della presentazione è stato rivelata la denominazione definitiva: Wind, un nome che riprende quello di una concept-car con carrozzeria roadster esposta dalla Casa francese nel 2004 al Salone di Ginevra.
La presentazione ufficiale è avvenuta nuovamente a Ginevra nel marzo 2010, ma per la commercializzazione si sarebbe dovuto attendere fino all'autunno successivo.

#### Design ed interni

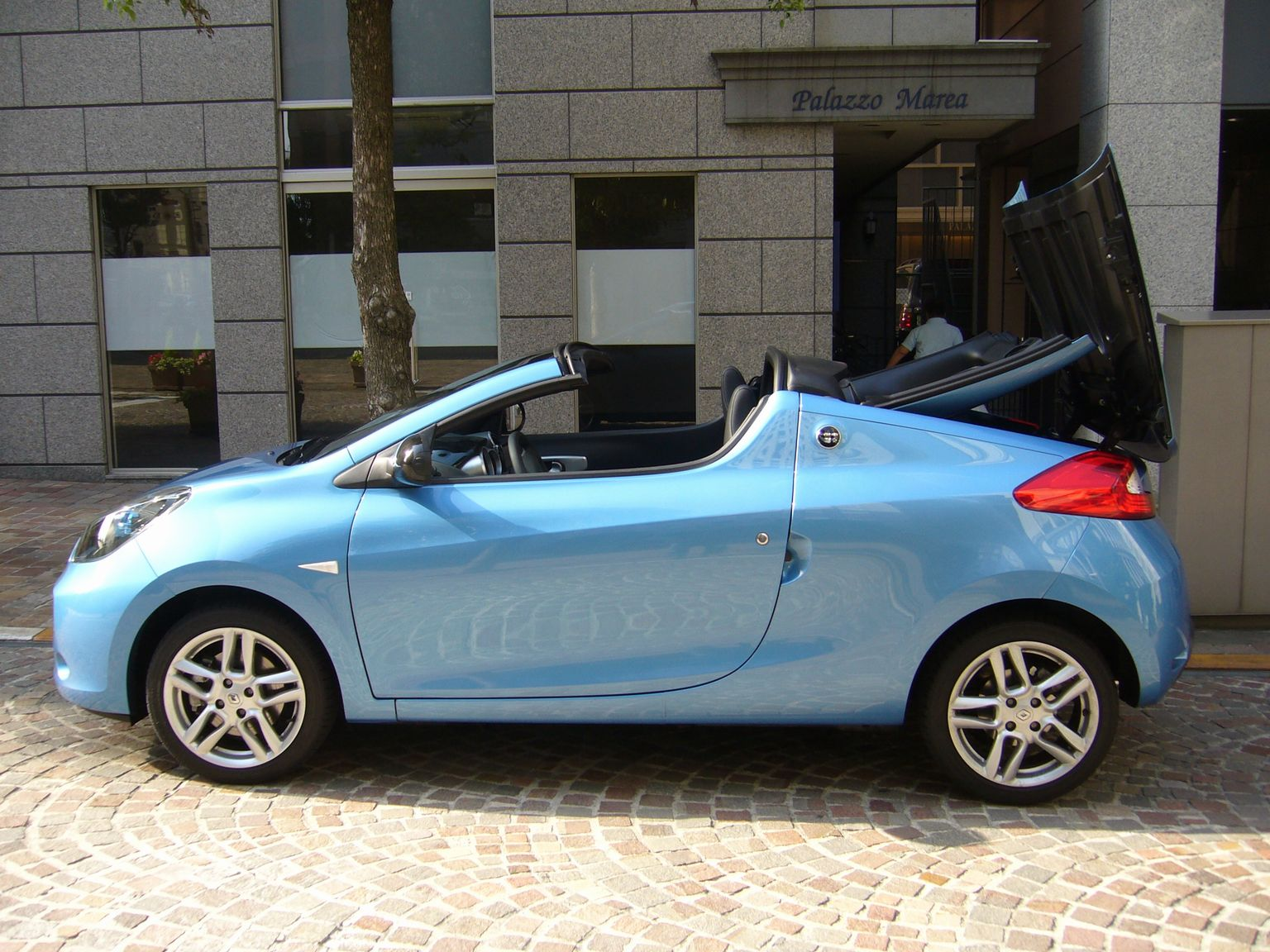
Apertura del tetto

Va subito detto che, fin dalle sue prime apparizioni sotto forma di disegni, la Wind non si presentava affatto come una vera e propria roadster, né tantomeno come una vera e propria coupé-cabriolet, poiché il solo elemento che va a scomparire nel vano bagagli è unicamente il tetto, mentre il lunotto rimane fisso a separare l'abitacolo da una coda piuttosto voluminosa e sviluppata in altezza. La vettura appare quindi più di tipo Targa, che non roadster o altro. Nel 2010, le autovetture in produzione di tipo Targa erano rare e la Wind ne rappresenta uno dei pochi esempi; neppure la Porsche 911 (che in passato annoverava versioni Targa) è arrivata al 2010 con una vera versione in questa configurazione, poiché la 911 Targa di tale periodo ha in realtà un ampio tetto retraibile, ma che non include i montanti esterni laterali, che rimangono così fissi.
Nel complesso il corpo vettura appare abbastanza dinamico, con il suo muso corto e relativamente affusolato e la coda alta che fanno apparire la vettura come protesa in avanti e pronta a scattare.
Il frontale riprende molti caratteri stilistici tipici della Twingo II da cui la Wind deriva, anche se tali caratteri appaiono leggermente rivisti. È il caso, per esempio, dei gruppi ottici, leggermente più piccoli e dal disegno più smussato rispetto alla citycar, o della calandra, non più completamente liscia, ma dotata di una piccola "gobbetta" al centro, la quale fa da alloggiamento per lo stemma della Casa. Simile, ma non uguale, a quello della Twingo II è anche il disegno del paraurti anteriore, dotato anch'esso di prese d'aria laterali di forma trapezoidale, ancorché ridisegnate, e di una presa d'aria centrale sviluppata orizzontalmente, di forma rettangolare, ma che nella Wind è più grande. La vista laterale è la parte che esprime maggior dinamismo, grazie alla linea di cintura discendente in avanti ed alle fiancate robuste, sottolineate da una nervatura longitudinale posta nel lato inferiore della porta e da una bombatura longitudinale che corre parallela alla linea di cintura, a pochi centimetri da quest'ultima, e termina in coda, in corrispondenza dei fari posteriori, con i quali si raccorda in maniera assai efficace. Gli stessi fari posteriori, dal disegno a "boomerang", sono l'elemento più caratterizzante della coda, che integra anche uno spoiler.

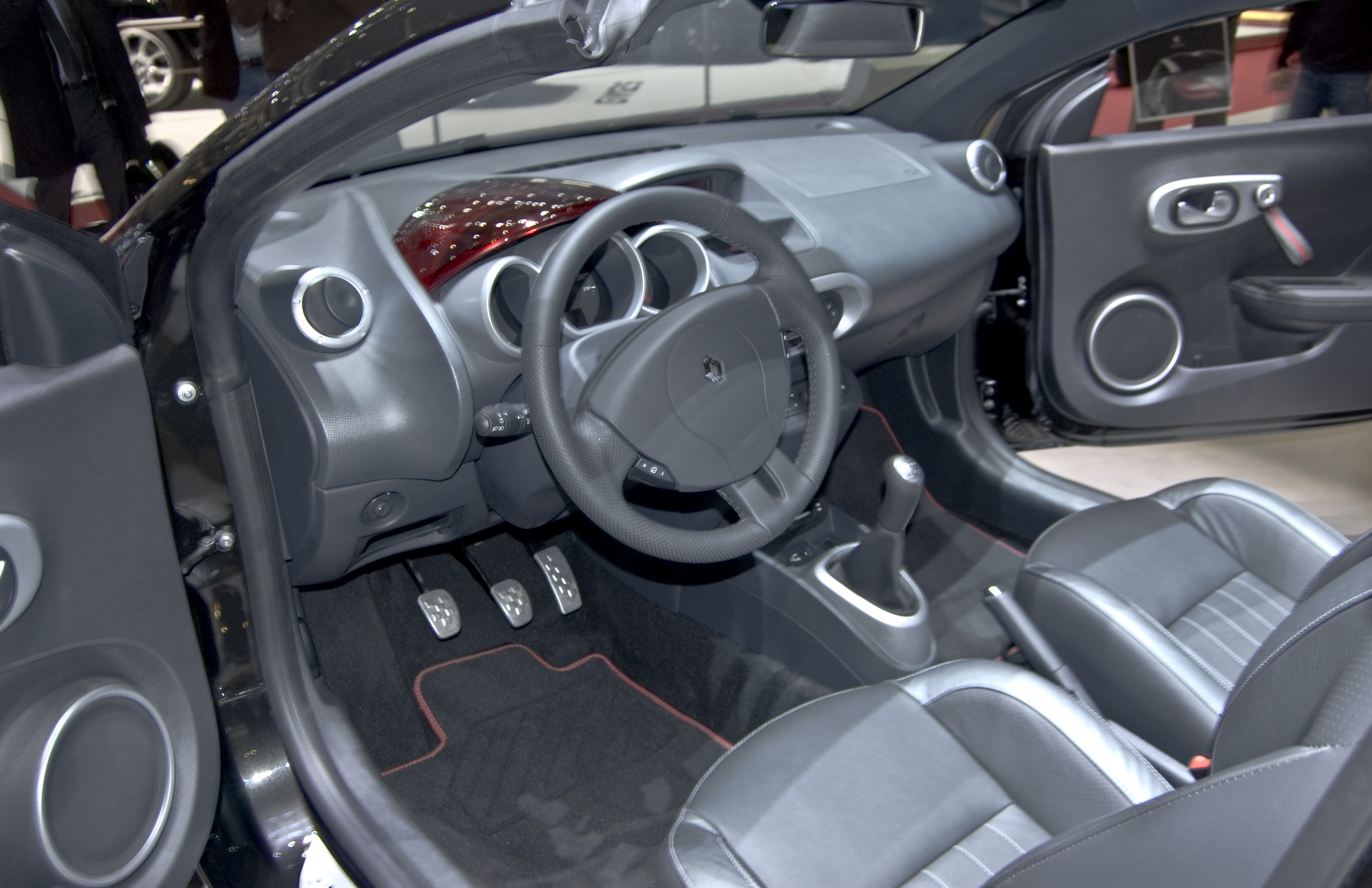
Gli interni

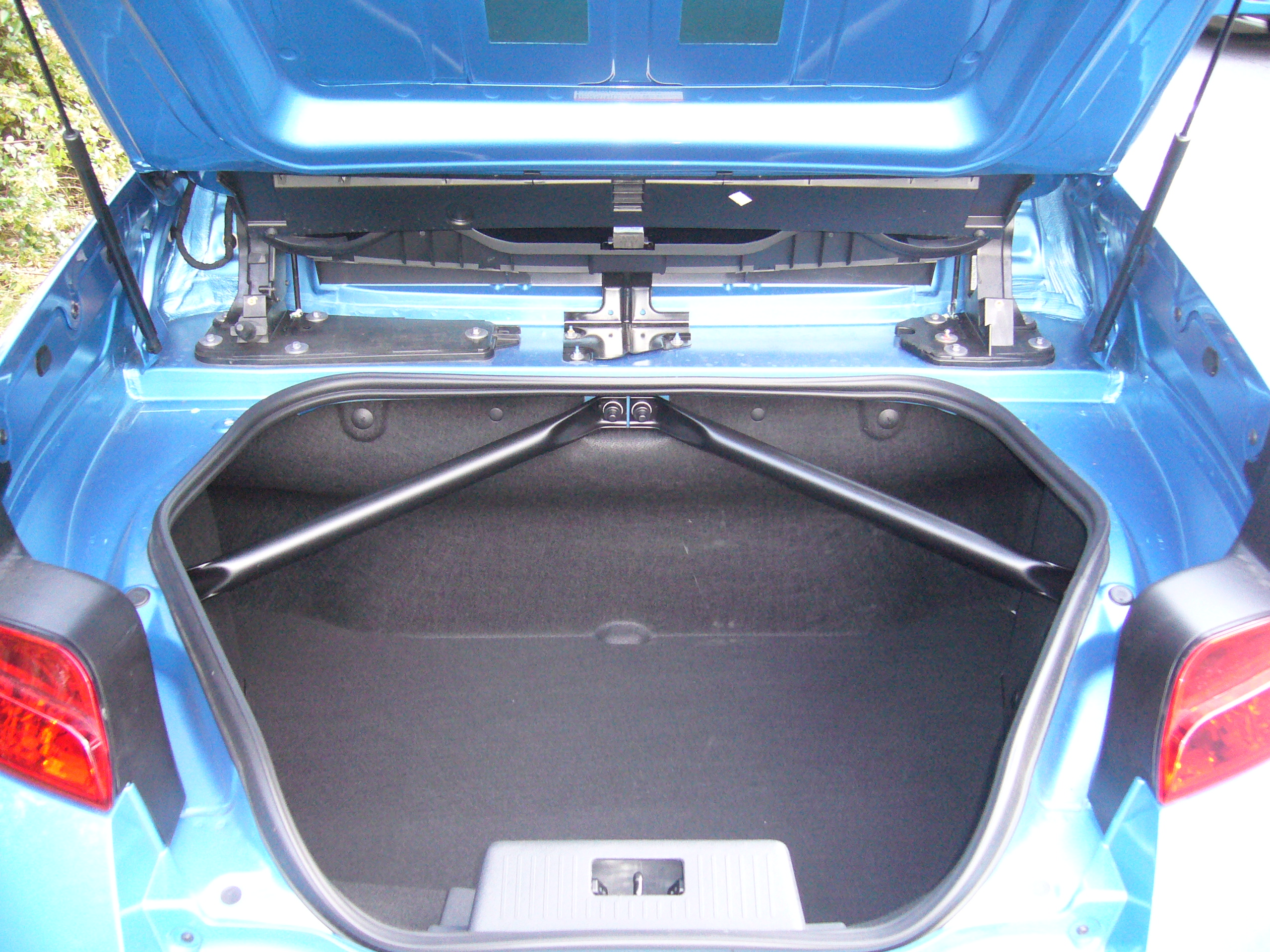
Il bagagliaio

L'abitacolo della Wind rivela alcune pecche, derivanti in particolar modo dalla non eccelsa qualità delle plastiche, dal volante, regolabile solo in altezza ma non in profondità, e dalla scarsità di vani portaoggetti. L'abitacolo è per due persone, com'era del resto lecito aspettarsi da una vettura descritta come roadster fin dal prima del suo debutto. I sedili, dal disegno sportivo, sono avvolgenti. Il cruscotto, dal particolare disegno quasi motociclistico, è gradevole alla vista ed integra tachimetro, contagiri ed un terzo strumento con indicatore del livello carburante e temperatura dell'acqua.
Il tetto si apre o si chiude elettricamente in 12 secondi, eseguendo una rotazione sul modello della Ferrari 575 Superamerica, e va a scomparire verticalmente nel bagagliaio, in modo da occupare meno spazio possibile. Una soluzione molto efficace che consente di ridurre il peso dell'intero sistema a soli 21,8 kg. Ne consegue che la capacità del vano bagagli sia di ben 270 L, con l'unico neo relativo alla presenza di due barre di rinforzo, che collegano i duomi posteriori alla scocca, le quali ostacolano l'operazione di carico.

#### Struttura, meccanica e motori
La Wind condivide pianale e meccanica con la Twingo seconda serie, in listino da ormai tre anni. Partendo dalla struttura originaria, i tecnici di Renault Sport Technologies (reparto che si è occupato della progettazione della vettura), hanno applicato delle barre di irrigidimento sotto il pianale ed all'interno del vano bagagli. Come risultato dell'irrigidimento della scocca, si è ottenuto un aumento della rigidità torsionale, portata a 9000 Nm/°.
Lo schema meccanico della vettura è del classico tipo "tutto avanti" (motore anteriore e trazione anteriore). Lo schema delle sospensioni prevede un avantreno a ruote indipendenti di tipo MacPherson con braccio inferiore realizzato in alluminio, molle elicoidali e barra stabilizzatrice da 22 mm. Il retrotreno è invece a ruote interconnesse con bracci longitudinali, molle elicoidali e barra stabilizzatrice da 24 mm. Su entrambi gli assi sono presenti ammortizzatori idraulici, derivati dalla Twingo RS e ritarati da Renault sport.

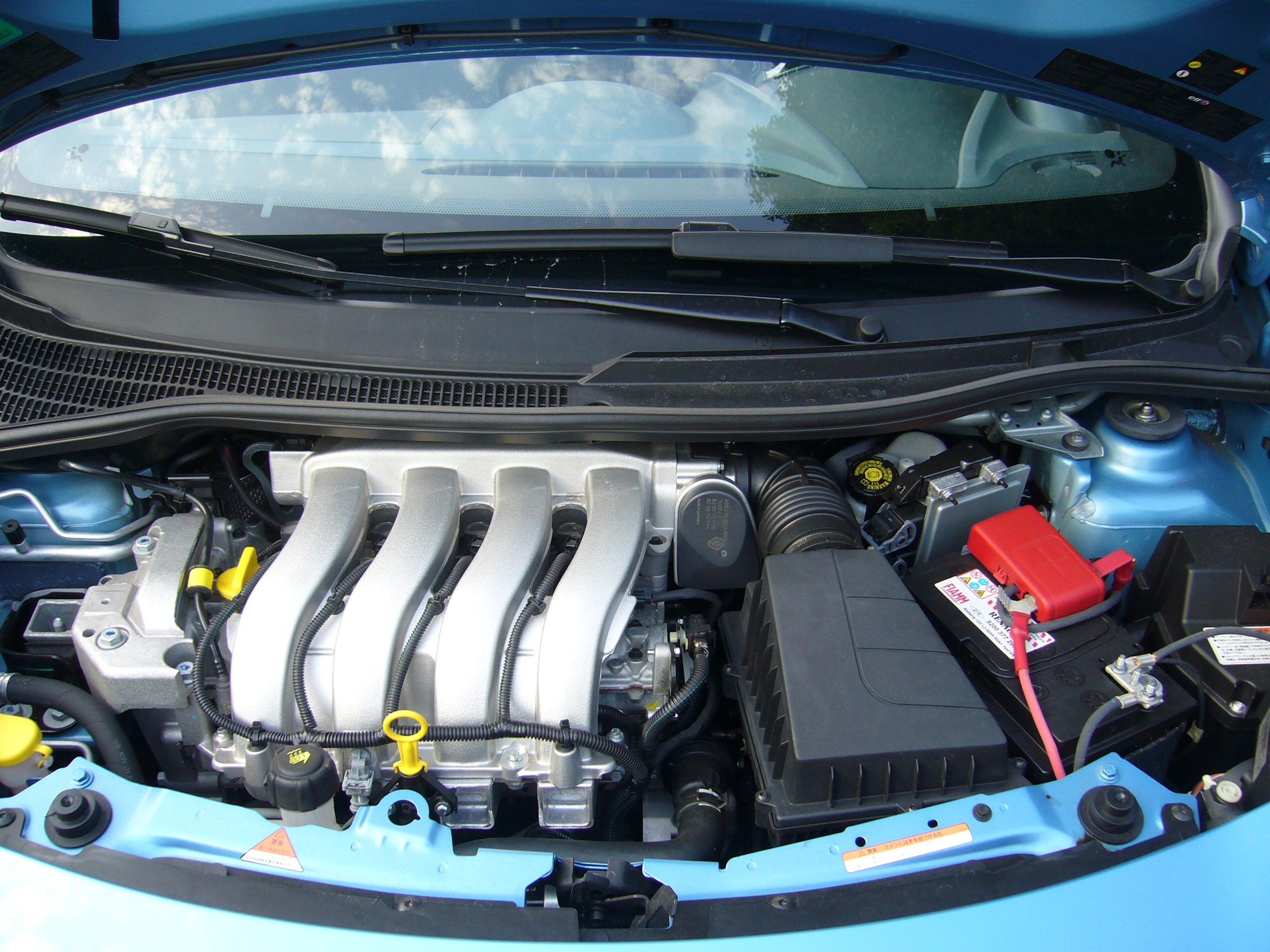
Il motore

L'impianto frenante prevede freni a disco sulle quattro ruote: i dischi all'avantreno sono autoventilanti e i posteriori pieni, entrambi derivati dalla Megane II, rispettivamente di 280 mm e 240 mm; le pinze freno anteriori sono le stesse della Laguna III e le posteriori sono quelle della Megane II. Lo sterzo è invece a cremagliera, con servocomando ad azionamento elettrico con lo stesso rapporto di demoltiplicazione della Clio III RS.
Al debutto, la Wind è disponibile in due motorizzazioni, entrambe a benzina:
- 1.2 TCe: motore da 1149 cm³ sovralimentato da turbocompressore, con potenza massima di 100 CV;
- 1.6 16v: motore da 1598 cm³ aspirato, con potenza di 133 CV.

Entrambe le motorizzazioni sono accoppiate ad un cambio manuale a 5 marce, con rapporti più corti sul 1.6l.

#### Allestimenti e dotazioni
La Wind è disponibile al suo esordio in due livelli di allestimento:
- Blizzard: livello di base, già abbastanza dotato e disponibile per entrambe le motorizzazioni;
- Collection: livello di allestimento molto accessoriato e previsto unicamente per la 1.2 Turbo TCe.

In ogni caso, l'equipaggiamento di serie in comune all'intera gamma comprende: quattro airbag (i laterali riparano anche la testa), cerchi in lega, climatizzatore, computer di bordo, ABS, ESP (disinseribile), controllo di trazione, cruise control, fendinebbia, impianto hi-fi, retrovisori elettrici riscaldabili, volante regolabile in altezza, vetri elettrici, chiusura centralizzata, sensore pioggia e luci.
La versione Collection prevede in particolare anche i cerchi da 17 pollici (optional sulla Blizzard), il climatizzatore automatico (manuale sulla Blizzard), i sedili sportivi in pelle e riscaldabili ed il tetto in colore nero. Gli accessori menzionati, che fanno parte del corredo standard della Collection, sono però ottenibili a richiesta anche sulla Blizzard.
A richiesta vi sono: l'antifurto, la ruota di scorta, i sensori di parcheggio, i sedili riscaldabili, la vernice metallizzata, l'estrattore posteriore in alluminio con doppio scarico, pack look (Cerchi da 17" e climatizzatore automatico) e pack techno (radio bluetooth con USB, mp3, 2x35 W), pomello cambio Renault Sport, tappetini "wind" e il frangivento.

#### Riepilogo versioni
Nella seguente tabella vengono riportate le principali caratteristiche previste per le due versioni della Wind.
| Modello | Motore | Cilindrata cc | Alimentazione                            | Potenza CV/rpm | Coppia Nm/rpm | Massa a vuoto (kg) | Velocità max | Acceler. 0–100 km/h | Consumo (l/100 km) | Emissioni CO2 (g/km) | Anni di produzione |
| ------- | ------ | ------------- | ---------------------------------------- | -------------- | ------------- | ------------------ | ------------ | ------------------- | ------------------ | -------------------- | ------------------ |
| 1.2 TCe | D4FT   | 1149          | Iniezione elettronica + turbocompressore | 100/5500       | 155/3500      | 1.131              | 190          | 10"5                | 6.3                | 145                  | dal 2010 al 2013   |
| 1.6 16v | K4M-RS | 1598          | Iniezione elettronica                    | 133/6750       | 160/4400      | 1.173              | 201          | 9"2                 | 7                  | 165                  | dal 2010 al 2013   |

### Commercializzazione
La gamma descritta anche nella tabella riepilogativa non cambierà mai durante la breve carriera della piccola roadster: in realtà il successo di questa vettura sarà piuttosto scarso, a causa sia del posizionamento di nicchia del modello, sia della grave crisi del settore automobilistico. All'inizio del 2013, la vettura comincia ad essere cancellata da alcuni listini, per esempio quello italiano e spagnolo. Anche in molti Paesi dell'Europa dell'est la Wind non viene più commercializzata, così come nel Regno Unito. Rimane solo nei listini di pochi Paesi europei, come la Francia e la Germania, ma alla fine dello stesso 2013 la vettura scompare anche da questi ultimi paesi.